# Clopidogrel
Clopidogrel ist ein Arzneistoff, der die Hämostase (Blutgerinnung) beeinflusst. Die Substanz wirkt durch Hemmung der Thrombozytenaggregation. Clopidogrel wird zur Therapie und zur Vorbeugung gegen die Bildung von Blutgerinnseln verwendet. Solch ein Gerinnsel (Thrombus) entsteht im Zuge der thrombozytären Blutstillung und kann insbesondere im arteriellen Teil des Gefäßsystems Verschlüsse verursachen, die zu einem Herzinfarkt oder Schlaganfall oder auch zu Infarkten in anderen Organen (z. B. Mesenterialinfarkt) führen. Eine dem Clopidogrel vergleichbare, aber deutlich schwächere Wirkung hat Acetylsalicylsäure (ASS), die jedoch über einen anderen Mechanismus auf Thrombozyten wirkt.

## Wirkungsmechanismus

(S)-Clopidogrel

Clopidogrel ist ein Prodrug, der pharmakologisch aktive Metabolit entsteht nach Resorption erst durch Oxidation über Cytochrom P450 (CYP2C19 und andere CYP-Enzyme) sowie anschließende Hydrolyse. Daher können potente Hemmstoffe von Cytochrom P450 die Bioaktivierung von Clopidogrel und damit dessen Wirksamkeit einschränken.

Der aktive Metabolit von Clopidogrel

Der aktive Metabolit von Clopidogrel ist ein Inhibitor des Adenosindiphosphat-(ADP)-Rezeptors vom Subtyp P2Y12 aus der Familie der inhibitorischen Gi-Protein-gekoppelten Purinrezeptoren (GPCR). Dieser Rezeptor spielt eine zentrale Rolle bei der Glykoprotein-IIb/IIIa-Aktivierung und vermittelt auf der Oberfläche der Thrombozyten (Blutplättchen) die ADP-induzierte Thrombozytenaggregation. Clopidogrel wirkt daher als Thrombozytenaggregationshemmer.
Der pharmakologisch aktive Metabolit blockiert die Bindung von Adenosindiphosphat (ADP) an dessen Thrombozytenrezeptor (P2Y12-Rezeptor), sodass die ADP-abhängige Thrombozytenaktivierung über den Glykoprotein-IIb/IIIa-Rezeptorkomplex unterbleibt. Der Wirkmechanismus von Clopidogrel unterscheidet sich damit von dem der Acetylsalicylsäure, die ebenfalls die Thrombozytenaggregation hemmt, doch über Inhibition der Cyclooxygenasen COX-1 (und COX-2).
Da die Blockierung des P2Y12-Rezeptors irreversibel ist, bleiben die Thrombozyten während ihrer gesamten Lebensdauer beeinträchtigt. Nach Absetzen des Medikaments kann sich erst mit der Neubildung von Thrombozyten im Laufe von 5 bis 7 Tagen die volle Gerinnungsfähigkeit wieder einstellen.
Eine Möglichkeit, die Wirkung von Clopidogrel abzuschätzen, bietet die ADP-induzierte Aggregometrie.

## Synthese
Clopidogrel ist chiral; in der Literatur sind vielstufige Synthesewege von Clopidogrel beschrieben. Von den beiden Enantiomeren wird die (S)-(+)-Form pharmazeutisch verwendet, wobei Clopidogrel in der Form eines Salzes, wie z. B. Hydrogensulfat, Besilat (Benzolsulfonat) oder Hydrochlorid, zum Einsatz kommt.

## Anwendungsgebiete
Clopidogrel ist angezeigt zur Vorbeugung gegen atherothrombotische Ereignisse:
- als Monotherapie nach einem kurz zuvor aufgetretenen Herzinfarkt oder bei Bestehen einer peripheren arteriellen Verschlusskrankheit (pAVK). Zur Rezidivprophylaxe eines Schlaganfalles kommt es aufgrund seines Nebenwirkungsprofils nur bei Vorliegen eines erhöhten Rezidivrisikos in Betracht oder wenn zugleich andere Gründe für seine Verordnung vorliegen.
- in Kombination mit Acetylsalicylsäure[15][16] bei
  - einem akuten Koronarsyndrom ohne ST-Strecken-Hebung („instabile Angina Pectoris“ oder „Non-Q-Wave-Myokardinfarkt“, vgl. EKG-Nomenklatur), auch, wenn eine Gefäßstütze (Stent) in eine verschlossene oder verengte Koronararterie eingesetzt wurde, um den Blutfluss wiederherzustellen,
  - nach einem Herzinfarkt mit ST-Strecken-Hebung (STEMI, „ST-segment elevation myocardial infarction“) begleitend zur Thrombolyse
  - Da die maximale Wirkung bei einer Dosierung von 75 mg erst nach 3 bis 7 Tagen zu erwarten ist, ist bei einem akuten Koronarsyndrom die Gabe einer Ladedosis angezeigt. Nach der üblichen Ladedosis von 300 mg oder – nach der ISAR-REACT-Studie besser – 600 mg Clopidogrel tritt die Wirkung schon nach zwei (bis sechs) Stunden ein.

### Studien
Eine signifikant bessere Wirksamkeit gegenüber ASS in der Monotherapie konnte in Studien in der Indikation „symptomatische pAVK“ gesehen werden (CAPRIE-Studie).
Im Rahmen einer koronaren Gefäß-Stent-Einlage werden beide Substanzen gleichzeitig gegeben. Während ASS 100 mg dauerhaft, also nach derzeitigem Kenntnisstand lebenslang nach einer Stentimplantation verabreicht werden sollte, richtet sich die Dauer der Behandlung mit Clopidogrel 75 mg einerseits nach der Art der implantierten Stents (vier Wochen nach reinen Metallstents, in der Regel sechs bis zwölf Monate nach medikamentenfreisetzenden Stents), andererseits nach Akuität des Koronarsyndroms (neun Monate bei akutem Koronarsyndrom). Die genaue Dauer dieser doppelten Thrombozytenaggregationshemmung ist umstritten und Gegenstand der wissenschaftlichen Diskussion.
Im Rahmen eines Schlaganfalls verbessert die doppelte Thrombozytenaggregationshemmung das Behandlungsergebnis nicht und führt zu mehr schweren Blutungen (MATCH-Studie). Aus diesem Grund wird bei Schlaganfallpatienten in der Regel die Monotherapie mit ASS empfohlen. Lediglich bei sogenannten Hochrisikopatienten wird eine Clopidogrel-Monotherapie in Erwägung gezogen.
Bei Hauskatzen mit arterieller Thromboembolie führt die Gabe von Clopidogrel zu signifikant längeren Überlebenszeiten als ASS.

## Nebenwirkungen und Anwendungsbeschränkungen
Da Clopidogrel die Blutgerinnung hemmt, sind die häufigsten unerwünschten Wirkungen das Auftreten von Blutungen, beispielsweise Nasenbluten, Magen- oder Darmblutungen, Hämatome (blaue Flecken), Blut im Urin, in wenigen Fällen auch Blutungen aus Gefäßen im Auge, im Inneren des Kopfes, in der Lunge oder in Gelenken. Daneben können Magen-Darm-Beschwerden und gelegentlich Kopfschmerzen, Benommenheit, Schwindel sowie Hautausschläge vorkommen. Eine sehr seltene Nebenwirkung stellt vermutlich die Thrombotisch-thrombozytopenische Purpura (TTP, Moschcowitz-Syndrom) dar. Im Vergleich zu Acetylsalicylsäure sind Nebenwirkungen im Magen-Darm-Trakt unter Clopidogrel seltener.
Eine Behandlung mit Clopidogrel sollte nach rückenmarksnahen Anästhesieverfahren wie der Spinalanästhesie oder Periduralanästhesie erst nach der Entfernung des Katheters begonnen werden. Vor einer rückenmarksnahen Anästhesie sollten mindestens sieben Tage seit der letzten Einnahme von Clopidogrel vergangen sein. Ebenso sollte Clopidogrel sieben Tage vor einer geplanten Operation abgesetzt werden, wenn ein thrombozytenaggregationshemmender Effekt vorübergehend unerwünscht ist.
Wenn Clopidogrel überdosiert wird oder z. B. wegen einer Notfall-Operation die Clopidogrel-Wirkung sofort aufgehoben werden soll, besteht das Problem, dass die im Körper befindlichen Thrombozyten unwiederbringlich gehemmt sind. Ein Gegenmittel, um die Wirkung von Clopidogrel aufzuheben, ist nicht vorhanden. Da Thrombozyten eine Lebenszeit von 7 bis 10 Tagen haben und neue Thrombozyten nur langsam und kontinuierlich hergestellt werden, dauert es mehrere Tage, bis wieder ausreichend funktionsfähige neue Thrombozyten gebildet wurden. Wenn die Thrombozytenfunktion z. B. wegen einer Notfall-Operation sofort wiederhergestellt werden muss, müssen Fremdblut-Thrombozytenkonzentrate gegeben werden. Dabei ist zu beachten, dass noch 6 Stunden nach der Einnahme von Clopidogrel 50 % des Clopidogrels im Blut vorhanden sind (Halbwertszeit) und dadurch die verabreichten neuen Thrombozyten auch gehemmt werden.

## Pharmakokinetik
- Bioverfügbarkeit: 50 %
- Verstoffwechselung: Leber
- Halbwertszeit: 7–8 Stunden
- Ausscheidung: 50 % Niere, 46 % Leber

## Interaktion zwischen Clopidogrel und Protonenpumpenhemmern
Clopidogrel ist ein Prodrug, welches unter anderem über das Enzym Cytochrom P450 2C19 (einem Isoenzym von Cytochrom P450) in seine aktive Form überführt wird. Einige Protonenpumpen-Inhibitoren, wie beispielsweise Omeprazol und Lansoprazol, werden ebenfalls über dieses Enzym abgebaut. Bei gleichzeitiger Behandlung mit diesen Arzneistoffen wurden verminderte Plasmaspiegel des aktiven Clopidogrel-Metaboliten gefunden.
Es gibt Hinweise aus Studien, dass diese Interaktion klinisch nicht relevant ist.
Das Cytochrom P450 2C19 unterliegt ferner einem ausgeprägten genetischen Polymorphismus. Es kann entweder weniger oder verstärkt gebildet werden. Bei „Poor Metabolizern“ (schlechte Metabolisierer) kann die Konkurrenz zwischen dem Protonenpumpenhemmer und Clopidogrel um das CYP2C19 die Situation, dass zu wenig Clopidogrel in die aktive Form überführt wird, zusätzlich verschärfen.

## Clopidogrel-Resistenz
In verschiedenen Studien zeigte sich bei 5 bis 44 % der Patienten eine unzureichende Wirkung von Clopidogrel. Eine Ursache für diese Clopidogrel-Resistenz liegt in dem häufigen Funktionsverlust des Gens CYP2C19, dessen Genprodukt, Cytochrom P450 2C19, an der Entstehung des aktiven Wirkstoffs aus dem wirkungslosen Prodrug beteiligt ist.
Rund 25 % der weißen amerikanischen Bevölkerung und rund 30 % der Afro-Amerikanischen Bevölkerung tragen ein CYP2C19 Allel mit verlorener oder reduzierter Funktion des Enzyms bei der Verarbeitung von Clopidogrel. Ob bei einer Teilresistenz durch höhere Dosen eine Wirkungssteigerung erzielt werden könnte ist unklar.
Seit Anfang 2013 gibt es einen Test, mit dem die individuelle Aktivität des CYP2C19 bestimmt werden kann, um die eventuelle Unwirksamkeit des Clopidogrels zu bestimmen.

## Entwicklung und Vermarktung
Clopidogrel wurde nach Ticlopidin (Markteintritt 1993) als dessen Strukturvariante gemeinsam von Sanofi-Aventis und Bristol-Myers Squibb entwickelt, es unterscheidet sich durch eine Methylformiat-Seitenkette von diesem. Als Clopidogrel-haltige Arzneimittel kamen erstmals 1998 Plavix bzw. Iscover auf den Markt, die zu den ersten zählen, die über das 1995 eingeführte zentrale Zulassungsverfahren EU-weit zugelassen wurden.
Nachdem in Deutschland bereits im Mai 2008 die ersten Zulassungen für Clopidogrel-haltige Generika erteilt wurden, hatte der Erstanbieter Sanofi-Aventis per Rechtsmittel vergeblich versucht, deren Markteinführung zu verhindern, weil er den neuen Anbietern und der Zulassungsbehörde einen Verstoß gegen den arzneimittelrechtlich zugestandenen 10-jährigen Unterlagenschutz (der im Juli 2008 endete) auf das Dossier des Originalprodukts unterstellte. Allerdings hatten die neuen Präparate die arzneimittelrechtliche Vermarktungserlaubnis nicht über eine auf die klinischen Daten des Erstanbieters bezugnehmende Zulassung erhalten, sondern über das Verfahren der Neuzulassung, wobei allerdings lediglich eine in Indien erstellte Vergleichsstudie mit 46 Probanden von Clopidogrelbesilat mit Clopidogrelhydrogensulfat vorgelegt wurde. Der frühe Marktzugang war brisant vor dem Hintergrund, dass Plavix das Arzneimittel mit dem weltweit zweitgrößten Umsatz darstellte. Die neu zugelassenen Präparate waren anfangs rund ein Fünftel billiger als die Originalpäparate.
Während Sanofi-Aventis und Bristol-Myers Squibb Clopidogrel in Form seines
Hydrogensulfat-Salzes in Iscover bzw. Plavix einsetzen, enthalten die Generika andere Salze (Clopidogrelbesilat, Clopidogrelhydrochlorid). Patentrechte der Erstanbieter sind dadurch nicht verletzt. Belege für eine unterschiedliche Wirksamkeit gibt es nicht.
Sanofi-Aventis entwickelte ferner ein Mittel bestehend aus der fixen Kombination von 75 mg Clopidogrel und 75 oder 100 mg Acetylsalicylsäure, das die kombinierte Erhaltungstherapie (siehe Anwendungsgebiete) mit einer einzigen Tablette ermöglicht.

## Kosten-Nutzen-Vergleich
Clopidogrel 75 mg war im Jahr 2009 mit etwa 247 € pro 100 Tabletten als Originalpräparat etwa 80 mal so teuer und als Generikum mit etwa 180 € etwa 60 mal so teuer wie ASS 100 mg (als Generikum etwa 3 € je 100 Tabletten).
Im Auftrag des Gemeinsamen Bundesausschusses (G-BA) untersuchte das Institut für Qualität und Wirtschaftlichkeit im Gesundheitswesen (IQWiG), ob dieser 60- bis 80-fach höhere Preis gegenüber Acetylsalicylsäure (ASS) gerechtfertigt ist oder ob dieses Präparat keinen überlegenen Nutzen gegenüber einer Behandlung mit ASS besitzt. Im am 30. Juni 2006 veröffentlichten Abschlussbericht kommt das Institut zu dem Schluss: „Die Langzeittherapie mit Clopidogrel (Monotherapie) hat im Vergleich zu einer Behandlung mit ASS bei Patienten mit symptomatischer peripherer arterieller Verschlusskrankheit einen Zusatznutzen in Bezug auf die Reduktion des Risikos für vaskuläre/thromboembolische Ereignisse.“ Jedoch, so der Bericht weiter, liege für eine Reduzierung der Gesamtsterblichkeit kein Nachweis vor.

## Handelsnamen
Monopräparate
- 75 mg: Plavix (EU, CH), Iscover (EU), Clogombix (A), diverse Generika
- 300 mg: Plavix (EU, CH), Iscover (EU)

Kombinationsarzneimittel
- 75 mg Clopidogrel + 75 mg oder 100 mg Acetylsalicylsäure: DuoPlavin (EU, CH), DuoCover (EU)